# Ljachiwzi
Ljachiwzi (ukrainisch Ляхівці; russisch Ляховцы Ljachowzy, slowakisch Ľachovce, ungarisch Lehóc) ist ein Dorf im Rajon Uschhorod in der Oblast Transkarpatien in der westlichen Ukraine mit etwa 400 Einwohnern.

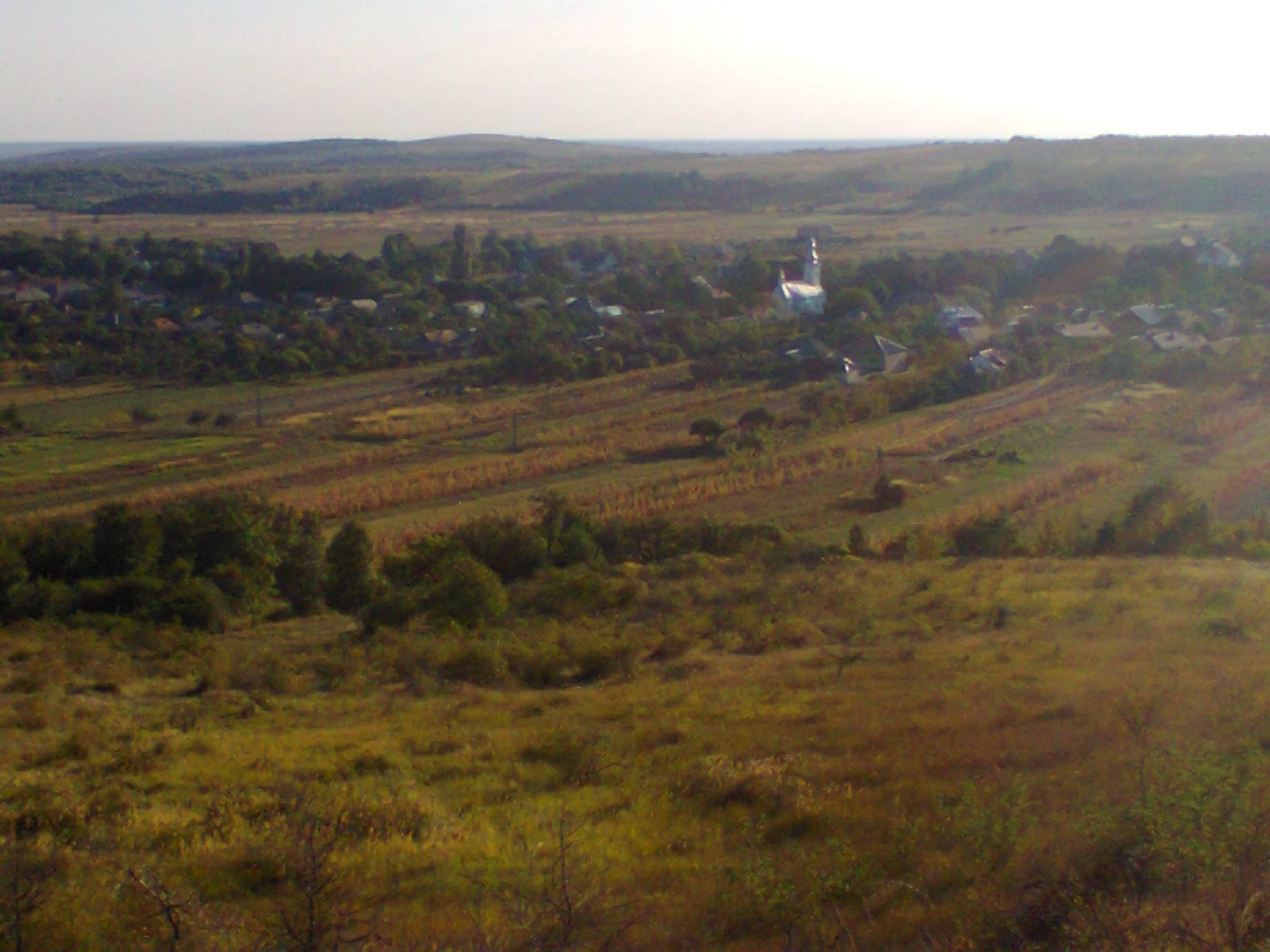
Blick auf den Ort

Die Ortschaft liegt am Ufer der Wjela (В'єла) in den Ausläufern der Karpaten.
Am 12. Juni 2020 wurde das Dorf ein Teil neu gegründeten Siedlungsgemeinde Serednje im Rajon Uschhorod; bis dahin gehörte es zusammen mit 4 anderen Dörfern zur Landratsgemeinde Chudljowo (Худлівська сільська рада/Chudliwska silska rada).

## Geschichte
1407 wurde die Ortschaft als Lengenfalua zum ersten Mal urkundlich erwähnt. Bis 1919 gehörte das Dorf zum Kaiserreich Österreich-Ungarn beziehungsweise Ungarn, danach als Teil der Karpato-Ukraine zur Tschechoslowakei. Mit der Annektierung der Karpatenukraine kam es 1938–1945 wieder zu Ungarn. Ab 1945 war Ljachiwzi Teil der Ukrainischen SSR innerhalb der Sowjetunion. Seit deren Zerfall 1991 ist das Dorf Teil der unabhängigen Ukraine.